# Sanctified
Sanctified è il quarto album in studio del gruppo musicale power metal svedese Morgana Lefay, pubblicato nel 1995 da Black Mark Production.
| Recensione               | Giudizio |
| ------------------------ | -------- |
| AllMusic (solo giudizio) | [ 2 ]    |
| Rock Hard tedesco        | [ 3 ]    |

## Il disco
Questo è il primo disco della band ad essere stato registrato senza il chitarrista Tommi Karppanen, che è stato sostituito da Daniel Persson. La copertina dell'album è ancora una volta disegnata da Kristian Wåhlin, conosciuto anche come "Necrolord".
L'album univa l'espressione romantica in chiave death ad una ricerca ritmico/vocale dagli spunti hip hop reinseriti nel death metal, specie nei brani Time is God e Mad Messiah, mentre nel brano Gil-Gad (The Sanctified), le cui parole provengono dalla prima parte della trilogia Il Signore degli Anelli di Tolkien, dopo circa un minuto di silenzio, contiene una traccia fantasma che è un medley composto da una cover di Just Can't Get Enough dei Depeche Mode seguita da un pezzo raggae.
Per le canzoni To Isengard e In the Court of the Crimson King sono stati girati i relativi video musicali.

## Tracce
Testi e musiche di Morgana Lefay.
1. Out in the Silence – 4:05
2. Time Is God – 5:10
3. To Isengard – 5:17
4. Why? – 5:04
5. Mad Messiah – 5:04
6. Another Dawn – 4:44
7. In the Court of the Crimson King – 3:51
8. Sorrow Calls – 8:22
9. Where Insanity Rules – 4:15
10. Shadows of God – 4:13
11. Gil-Galad (The Sanctified) – 7:34 (testo: J. R. R. Tolkien) – contiene il medley: Just Can't Get Enough (Depeche Mode) / musica raggae

## Formazione
- Charles Rytkönen - voce
- Tony Eriksson - chitarra
- Daniel Persson - chitarra
- Joakim Heder - basso
- Jonas Söderlind - batteria

Membro addizionale
- Uffe Petterson - tastiera